# Mario Gas Cabré
Mario Gas Cabré (Montevideo, Uruguai, 5 de febrer de 1947) és un actor, director de cinema i de teatre i òpera, doblador i gestor cultural català nascut a l'Uruguai. Entre el 2004 i el 2012 va ser director del Teatro Español de Madrid.

## Biografia
Va néixer a Montevideo durant una gira musical per Amèrica del Sud dels seus pares, el cantant líric Manuel Gas i la ballarina de ballet líric Anna Cabré. El seu oncle era el torero i actor Mario Cabré, i el seu germà el compositor i músic Manuel Gas Cabré, mort el 2009. Va iniciar la seva activitat en el món teatral durant la seva estada a la universitat, on abandonà els estudis de dret i filosofia de la Universitat de Barcelona, iniciant a finals de la dècada del 1960 la seva activitat com a director teatral, i desenvolupa aquesta tasca amb les d'actor de cinema, teatre i televisió, gestor cultural i artístic; fins i tot ha arribat a firmar l'escenografia o el vestuari d'alguna de les seves obres, a fer classes d'interpretació i crítica teatral.
Des dels 18 anys viu a cavall entre Madrid i Barcelona. Durant la segona meitat de la dècada del 1960 va formar grups de teatre independent i universitari, que van ajudar-lo a definir la seva carrera com a actor, director, gestor cultural i director artístic.
Està casat amb la també actriu Vicky Peña, amb qui té dos fills, l'actriu Miranda Gas Peña i el músic Orestes Gas Peña.

## Activitat professional[1]
Com a gestor teatral ha dirigit el Festival de Tardor de Barcelona i l'Olimpic de les Arts, el Teatre Condal, el Saló Diana, el Festival Grec el 1976 i el Teatro Español de Madrid del 2004 al 2012. Durant la seva carrera ha combinat aquestes tasques amb les de professor d'interpretació, escenògraf, il·luminador, i actor i director de doblatge. Ha fet d'actor en pel·lícules com L'amor és estrany de Carles Balagué, El llarg hivern de Jaime Camino, Amic/Amat de Ventura Pons o El coronel Macià de Josep Maria Forn, i ha treballat sota la direcció de Vicente Aranda, Bigas Luna, Luis García Berlanga i Félix Rotaeta, entre d'altres; en televisió ha intervingut en diverses sèries. Així mateix, també destaca al llarg de la seva carrera la seva tasca com a doblador, sent la veu habitual d'actors com Ben Kingsley (per exemple, a Gandhi i La llista de Schindler), Mel Gibson, John Malkovich o Geoffrey Rush.
Com a actor de teatre compta amb obres com Èdip, tirà de Sòfocles i Heiner Müller, Fausto de Goethe, Electra de Sòfocles, Don Juan de José Zorrilla, Follies de Stephen Sondheim i Julio César de William Shakespeare. Ha dirigit més de 50 produccions, i també ha fet de director escènic d'òperes com La Traviata o Un ballo in maschera de Giuseppe Verdi; Madama Butterfly de Giacomo Puccini i L'elisir d'amore de Gaetano Donizetti.
La seva filmografia com a director inclou dos curtmetratges, el llargmetratge El pianista, basada en la novel·la homònima de Manuel Vázquez Montalbán, i la sèrie Isabel.
Ha estat guardonat amb diversos premis de les arts escèniques: l'any 1996 amb el Premi Nacional de Teatre, concedit per la Generalitat de Catalunya, pel seu muntatge teatral Sweeney Todd, el 1998 amb el Premi Ciutat de Barcelona pels seus muntatges Guys and Dolls i La reina de la bellesa de Leenane, i el 1999 amb el Premi Butaca a la millor direcció teatral per La reina de bellesa de Leenane, així com tres Premis Max.

## Teatre

### Director
| - 1965: Asalto nocturno, d'Alfonso Sastre - 1968: El adefesio, de Rafael Alberti - 1980: Il trovatore, òpera de Giuseppe Verdi - 1982: Madame Butterfly, de Giacomo Puccini - 1983: L'elisir d'amore, òpera de Gaetano Donizetti - 1984: Il turco in Italia, òpera de Gioacchino Rossini - 1984: L'òpera dels tres rals, de Bertolt Brecht i Kurt Weill - 1985: Salomé, d'Oscar Wilde - 1986: La ronda, d'Arthur Schnitzler - 1987: What de Butler Saw, de Joe Orton - 1988: O moço que chegou da lonxe, de John Millington Synge - 1989: Frank V, de Friedrich Dürrenmatt - 1990: Jenůfa, òpera de Leoš Janáček - 1990: Un ballo in maschera, òpera de Giuseppe Verdi - 1991: Il matrimonio segreto, òpera de Domenico Cimarosa - 1992: El temps i els Conway, de J.B. Priestley - 1992: Frank V, de Friedrich Dürrenmatt - 1993: La cacatúa verde, d'Arthur Schnitzler - 1993: La senyora Florentina i el seu amor Homer, de Mercè Rodoreda - 1993: Golfos de Roma, de Stephen Sondheim - 1994: Otel·lo de William Shakespeare - 1995: Sweeney Todd: el barber diabòlic del carrer Fleet, de Stephen Sondheim - 1995: La gata sobre el tejado de zinc caliente, de Tennessee Williams - 1995: Martes de Carnaval, de Ramón María del Valle-Inclán - 1995: El zoo de cristal, de Tennessee Williams - 1996: Frankie y Johnny en el Clai de Lune, de Terrence McNally - 1996: El rapto del Serrallo, òpera de Wolfgang Amadeus Mozart - 1995: Sweeney Todd, de Stephen Sondheim - 1997: Frankie y Johnny, de Terrence McNally - 1998: Guys & Dolls, d'Abe Burrows, Jo Swerling i Frank Loesser - 1998: Master Class, de Terrence McNally | - 1998: La reina de la bellesa de Leenane, de Martin McDonagh - 1999: La habitación azul, de David Hare - 2000: Top dogs, d'Urs Widmer - 2000: Olors, de Josep Maria Benet i Jornet - 2000: A Little Night Music, de Stephen Sondheim - 2000: El criat, de Robin Maugham - 2001: La Mare Coratge i els seus fills, de Bertolt Brecht - 2001: Lulú, de Frank Wedekind - 2001: The Full Monty, musical de Terrence McNally i David Yazbek - 2002: Las criadas, de Jean Genet - 2002: Madama Butterfly, òpera de Giacomo Puccini - 2002: El sueño de un hombre ridículo, de Fiódor Dostoievski - 2003: Zona zero, de Neil LaBute - 2004: La Orestiada, d'Èsquil - 2005: A Electra le sienta bien el luto, d'Eugene O'Neill - 2006: L'elisir d'amore, òpera de Gaetano Donizetti - 2006: Adiós a la bohemia, de Pablo Sorozábal i Pío Baroja - 2007: Ascenso y caída de la ciudad de Mahagonny, òpera de Bertolt Brecht i Kurt Weill - 2007: Homebody/Kabul, de Tony Kushner - 2007: Madama Butterfly, òpera de Giacomo Puccini - 2008: Las troyanas, d'Eurípides - 2008: Sweeney Todd: el barber diabòlic del carrer Fleet, de Stephen Sondheim - 2008: Estriptis - 2009: Mort d'un viatjant, d'Arthur Miller - 2011: Un tranvía llamado deseo, de Tennessee Williams - 2011: Un fràgil equilibri, d'Edward Albee - 2012: Madama Butterfly, òpera de Giacomo Puccini - 2012: L'elisir d'amore, òpera de Gaetano Donizetti - 2012: Follies, de Stephen Sondheim - 2012: El veneno del teatro, de Rodolf Sirera - 2020-2021: Pedro Páramo de Juan Rulfo (Temporada Alta, Teatre Romea) |

### Actor
| - 1993: Èdip, tirà, de Sòfocles i Heiner Müller, amb direcció de Matthias Langhoff. - 2003: Fausto, de Goethe - 2003: Mi suicidio o El pesimismo alegre, monòleg de Henry Roorda, amb direcció de Fernando Bernués - 2003: Electra, de Sòfocles - 2008: Blanco, d'Octavio Paz | - 2008: Don Juan, de José Zorrilla - 2010: The Bukowski Project, amb Ute Lemper, basat en l'obra de Charles Bukowski - 2012: Follies, de Stephen Sondheim - 2013: Julio César, de William Shakespeare |

## Filmografia principal
| Any  | Títol                | Com a | Com a    | Com a     | Notes                                                   |
| Any  | Títol                | Actor | Director | Guionista |                                                         |
| ---- | -------------------- | ----- | -------- | --------- | ------------------------------------------------------- |
| 1975 | Tango                |       | Sí       | Sí        | Curtmetratge                                            |
| 1977 | Cambio de sexo       | Sí    |          |           | De Vicente Aranda                                       |
| 1978 | Bilbao               | Sí    |          |           | De Bigas Luna. Veu.                                     |
| 1988 | El placer de matar   | Sí    |          | Sí        | De Félix Rotaeta                                        |
| 1988 | L'amor és estrany    | Sí    |          |           | De Carles Balagué                                       |
| 1989 | Los días del cometa  | Sí    |          |           | De Luis Ariño                                           |
| 1992 | El llarg hivern      | Sí    |          |           | De Jaime Camino                                         |
| 1995 | Estació d'enllaç     | Sí    |          |           | Sèrie de televisió. 1 episodi.                          |
| 1998 | El pianista          |       | Sí       | Sí        |                                                         |
| 1999 | Amic/Amat            | Sí    |          |           | De Ventura Pons                                         |
| 2002 | Smoking room         | Sí    |          |           | De Roger Gual i Julio D. Wallovits. Escenes esborrades. |
| 2003 | Jet lag              | Sí    |          |           | Sèrie de televisió. 1 episodi.                          |
| 2004 | La puta y la ballena | Sí    |          |           | De Luis Puenzo                                          |
| 2006 | El coronel Macià     | Sí    |          |           | De Josep Maria Forn                                     |
| 2012 | Isabel               | Sí    |          |           | Sèrie de televisió                                      |
| 2016 | Nit i dia            | Sí    |          |           | Sèrie de televisió                                      |

## Guardons

### Premis
- 1986: Premio Nacional de Dirección per La ronda[12]
- 1988: Premios Francisco Rabal al millor actor revelació per El placer de matar[43]
- 1996: Premi Nacional de Teatre per Sweeney Todd[3]
- 1998: Premi Max a la millor direcció d'escena per Sweeney Todd[17]
- 1998: Premi Ciutat de Barcelona de les arts escèniques per Guys and Doll i La reina de la bellesa de Leenane[3]
- 1999: Premi Butaca a la millor direcció teatral per La reina de la bellesa de Leenane[3]
- 2000: Premis Max al millor espectacle de teatre per La reina de la bellesa de Leenane[21][44]
- 2013: Premi Max a la millor direcció d'escena per Follies[45]

### Nominacions
- 2000: Premi Goya al millor actor secundari per Amic/Amat[46]
- 2000: Premi Max a la millor direcció d'escena per La reina de la bellesa de Leenane[44]
- 2005: Premi Max a la millor direcció d'escena per La Orestiada[47]
- 2006: Premi Max a la millor direcció d'escena per A Electra le sienta bien el luto[24]
- 2006: Premi Max a la millor adaptació d'obra teatral per A Electra le sienta bien el luto[24]